# Saison 2 de X Factor
 (février 2025).
La deuxième saison de X Factor, émission de télévision franco-belge de télé-crochet, a été diffusée sur M6 en France et sur RTL-TVI en Belgique, du 15 mars 2011 au 28 juin 2011, en lieu et place de Nouvelle Star.
La présentation de cette saison est confiée au duo d'animateur Sandrine Corman en plateau et Jérôme Anthony en coulisse.
Elle a été remportée par Matthew Raymond-Barker, candidat de 22 ans entraîné par Véronic DiCaire.

## Diffusion
L'émission est diffusée tous les mardis lors de la période de diffusion du 15 mars 2011 au 28 juin 2011 à 20 h 45.

## Jury
Pour cette saison 2, le jury est composé de 4 membres :
- Christophe Willem, chanteur, auteur et compositeur français
- Olivier Schultheis, musicien, auteur, compositeur et chef d'orchestre français
- Véronic DiCaire, chanteuse et imitatrice franco-ontarienne
- Henry Padovani, auteur, compositeur, manageur et guitariste français

## Concept

### Les castings

#### Les présélections
Des jurys de présélections, composés de 2 professionnels, ont, entre le 2 et le 10 novembre 2010, fait étape dans 10 villes de France et en Belgique, afin de dénicher le talent musical de demain, celui qui a le X Factor :
- 2 novembre 2010 à Nice, Lyon et Strasbourg
- 4 novembre 2010 à Marseille, Lille et Clermont-Ferrand
- 6 novembre 2010 à Montpellier, Rennes et Bruxelles (Belgique)
- 8 novembre 2010 à Toulouse
- 9-10 novembre 2010 à Paris

Chacun des candidats avait alors préparé plusieurs titres a cappella, dont au minimum un en français et un en anglais. 
Les jurys de présélection ont retenu plusieurs centaines de candidats pour passer l'audition en public, devant le jury « officiel » de l'émission.

#### Les auditions
Cette deuxième audition se réalise dans des grandes salles françaises, devant le jury de l'émission (composé par Christophe Willem Olivier Schultheis, Véronic Dicaire et Henry Padovani), et en présence de plusieurs centaines de spectateurs. Ils chantent alors sur scène une chanson de leur choix, sur bande-orchestre. À la demande du jury, ils peuvent être amenés à interpréter un second titre. Chaque candidat aura préalablement proposé une liste de 3 titres à la production, qui l'aura validé ou y aura apporté ses modifications...
Pour passer à l'étape suivante, les candidats doivent convaincre au moins 3 des 4 membres du jury. 
| Ville hôte  | Dates                     | Lieu d'audition                              |
| ----------- | ------------------------- | -------------------------------------------- |
| Lille       | 2 et 3 décembre 2010      | Lille Grand Palais (1 500 places)            |
| Lyon        | 9 décembre 2010           | Palais des congrès de Lyon (3 000 places)    |
| Montpellier | 13 et 14 décembre 2010    | Zénith Sud (3 200 places)                    |
| Paris       | 3, 4, 5 et 6 janvier 2011 | Studio 204 - Plaine Saint-Denis (600 places) |

### Le camp d'entraînement
Les 140 candidats ayant passé avec succès les auditions en public ont été convoqués le 25 janvier 2011 au Palais des sports de Paris afin de suivre un entraînement vocal et scénique de quatre jours.
Les candidats ont tout d'abord interpréter un titre en « duel » avec un autre candidat de leur catégorie, a cappella devant le jury. Ce dernier a désigné le vainqueur de chaque duel et la moitié des candidats environ a ainsi été éliminée. 
Les 70 candidats restant ont dû apprendre les rudiments de la danse et chaque catégorie a dû mettre au point une petite chorégraphie avec l'aide du professeur de danse Zack Reece (ayant participé à Popstars, puis travaillé pour The X Factor (Royaume-Uni)), afin de la présenter au jury. Cette épreuve n'était pas éliminatoire.
Les 70 candidats ont dû interpréter la chanson de leur choix parmi une liste de 100 titres, sur bande orchestre et devant le jury, qui n'en a retenu que 24...
Enfin, chacun des membres du jury a découvert la catégorie qu'il coachera pour le restant de l'aventure.

### La maison des juges
Les 25 candidats retenus sont regroupés en catégories, voici ceux qui ont été sélectionnés cette saison :
| Catégorie                               | Candidats sélectionnés                                                                                               |
| --------------------------------------- | --- |
| Moins de 25 ans - filles (6 candidates) | Marina D'Amico, Sarah Manesse, Charlène Gervais, Bérénice Schleret, Audrey Passani et Ana Dupont                     |
| Moins de 25 ans - garçons (6 candidats) | Florian Giustiniani, Michael Picquerey, Sofiane Boncœur, Slimane Nebchi, Raphaël Herrerias et Matthew Raymond-Barker |
| Groupes (6 + 1 groupe)                  | Oméga, New Style Project, Swalk, Arcanes, Twem et Presteej + 2nde Nature                                             |
| Plus de 25 ans - mixte (6 candidats)    | Barry Johnson, Christophe Gilard, Vincent Léoty, Cécile Couderc, Maryvette Lair, Lilou Bourial                       |

Note : Le groupe Seconde Nature est formé de cinq candidats s'étant chacun présentés individuellement dans la catégorie garçons de moins de 25 ans mais ont été éliminés, le jury a décidé de les sauver étant donné du bon niveau de cette catégorie en les rassemblant donc en un seul et unique Groupe concourant donc pour cette catégorie. Il y a donc eu 7 groupes sélectionnés au lieu de 6.
Ceux-ci sont emmenés dans un lieu paradisiaque où les attend leur coach. Chacun des candidats doit alors passer individuellement devant son "mentor", qui pour l'aider dans son choix, a choisi un bras-droit (Roch Voisine pour Véronic DiCaire, Zaho pour Christophe Willem, Sharleen Spiteri, leader du groupe Texas, pour Henry Padovani et Alain Chamfort pour Olivier Schultheis).
Une fois sa sélection finale bouclée, chacun des coachs convoque ses candidats en privé afin de lui annoncer si, oui ou non il accédera aux lives. Seuls 3 candidats de chaque catégorie ont cette chance, ce qui porte à 12 le nombre de "finalistes".

### Les Primes
Les candidats ont une semaine pour préparer avec leur coach la ou les chanson(s) qu'ils devront interpréter lors du prime suivant.
Chaque semaine en prime-time, tous les candidats interprètent un ou plusieurs titres en direct sur le plateau de l’émission, devant quelques milliers de spectateurs et des millions de téléspectateurs. Tous doivent chanter dans une mise en scène plus ou moins aboutie, accompagnés par un orchestre, voire des danseurs / danseuses.
À l'issue de leur prestation, chacun des membres du jury donne son avis.
Les téléspectateurs votent par téléphone ou par SMS tout au long de l'émission pour leur candidat préféré.
En fin d'émission, les deux candidats qui ont obtenu le moins de votes doivent interpréter un second titre, de leur choix cette fois, afin de convaincre les membres du jury, qui seuls auront le dernier mot et repêcheront le candidat qu'ils ne veulent pas voir éliminé.
Lors des neuf premiers primes, si les deux candidats en ballotage obtiennent chacun deux voix de la part du jury, il y a donc "Impasse", cela veut dire que les membres du jury n'ont pas pu, de par leur votes, les départager, alors le règlement de X Factor stipule que pour savoir qui est qualifié ou éliminé, on se réfère au vote initial des téléspectateurs qui détermine lequel des deux a reçu le moins de suffrage, c'est donc celui-ci qui est éliminé.
Lors de la demi-finale et de la finale, cette épreuve dite de "rattrapage" est supprimée et seul le public a le pouvoir de désigner les finalistes puis le vainqueur.
Chaque semaine, des stars nationales ou internationales de la chanson sont invitées sur le plateau du prime.

### F@n Factor
Outre les primes hebdomadaires, cette seconde saison de X Factor est également très présente sur le web, grâce à un dispositif digital unique mis en place par M6.
En effet, si Sandrine Corman assurera seule la présentation des shows en live, Jérôme Anthony lui, animera deux programmes diffusés uniquement sur le site internet de l'émission en streaming :
- F@n Factor : le prime, où, depuis un plateau "backstage", Jérôme Anthony fait découvrir aux internautes les coulisses du show, recueille les réactions des candidats & membres du jury et relaie les questions des internautes...

Cette émission débute sur internet quelques minutes avant chaque prime en direct pour se terminer quelque temps après.
- F@n Factor : le mag, où Jérôme Anthony s’immiscera dans la vie des candidats, leurs répétitions avec les coachsetc.

Ce programme court est diffusé en direct sur internet quotidiennement à 18 h.

### Candidats, Jurés et Catégories
| Jurés      | Véronic DiCaire                         | Olivier Schultheis                     | Christophe Willem                   | Henry Padovani                   |
| ---------- | --------------------------------------- | -------------------------------------- | ----------------------------------- | -------------------------------- |
| Catégories | Les Moins de 25 ans - Garçons           | Les Moins de 25 ans - Filles           | Les Plus de 25 ans - Mixtes         | Les Groupes                      |
| Candidats  | Matthew Raymond-Barker Vainqueur        | Marina D'Amico Finaliste               | Maryvette Lair Demi-finaliste       | 2nde Nature Éliminés au 6e prime |
| Candidats  | Florian Giustiniani Éliminé au 8e prime | Sarah Manesse Éliminée au 9e prime     | Vincent Léoty Éliminé au 4e prime   | Oméga Éliminés au 5e prime       |
| Candidats  | Raphaël Herrerias Éliminé au 7e prime   | Bérénice Schleret Éliminée au 3e prime | Cécile Couderc Éliminée au 2e prime | Twem Éliminés au 1er prime       |

## Tableau récapitulatif
| Légende | Candidats qualifiés | Candidats en ballotage | Candidats sauvés | Candidats éliminés | Vainqueur | Finaliste | Demi-finaliste |

| X Factor 2011                | Prime 1    | Prime 2               | Prime 3               | Prime 4               | Prime 5               | Prime 6               | Prime 7               | Prime 8               | Prime 9 1/4 de finale | Prime 10 1/2 finale | Prime 11 Finale |
| ---------------------------- | ---------- | --------------------- | --------------------- | --------------------- | --------------------- | --------------------- | --------------------- | --------------------- | --------------------- | --- | --- |
| Matthew Raymond-Barker       |            |                       |                       |                       |                       |                       |                       | /                     |                       | | Vainqueur (Prime 11) |
| Marina D'Amico               |            |                       |                       |                       |                       |                       |                       |                       |                       | | Finaliste (Prime 11) |
| Maryvette Lair               |            |                       | /                     |                       |                       |                       |                       |                       | /                     | | Élimination (Prime 10) |
| Sarah Manesse                |            | /                     |                       |                       | /                     |                       | /                     |                       | /                     | Élimination (Prime 9) | Élimination (Prime 9) |
| Florian Giustiniani          |            |                       |                       |                       |                       |                       |                       | /                     | Élimination (Prime 8) | Élimination (Prime 8) | Élimination (Prime 8) |
| Raphaël Herrerias            |            |                       |                       |                       |                       | /                     | /                     | Élimination (Prime 7) | Élimination (Prime 7) | Élimination (Prime 7) | Élimination (Prime 7) |
| 2nde Nature                  |            |                       |                       | /                     |                       | /                     | Élimination (Prime 6) | Élimination (Prime 6) | Élimination (Prime 6) | Élimination (Prime 6) | Élimination (Prime 6) |
| Oméga                        | /          |                       |                       |                       | /                     | Élimination (Prime 5) | Élimination (Prime 5) | Élimination (Prime 5) | Élimination (Prime 5) | Élimination (Prime 5) | Élimination (Prime 5) |
| Vincent Léoty                |            |                       |                       | /                     | Élimination (Prime 4) | Élimination (Prime 4) | Élimination (Prime 4) | Élimination (Prime 4) | Élimination (Prime 4) | Élimination (Prime 4) | Élimination (Prime 4) |
| Bérénice Schleret            |            |                       | /                     | Élimination (Prime 3) | Élimination (Prime 3) | Élimination (Prime 3) | Élimination (Prime 3) | Élimination (Prime 3) | Élimination (Prime 3) | Élimination (Prime 3) | Élimination (Prime 3) |
| Cécile Couderc               |            | /                     | Élimination (Prime 2) | Élimination (Prime 2) | Élimination (Prime 2) | Élimination (Prime 2) | Élimination (Prime 2) | Élimination (Prime 2) | Élimination (Prime 2) | Élimination (Prime 2) | Élimination (Prime 2) |
| Twem                         | /          | Élimination (Prime 1) | Élimination (Prime 1) | Élimination (Prime 1) | Élimination (Prime 1) | Élimination (Prime 1) | Élimination (Prime 1) | Élimination (Prime 1) | Élimination (Prime 1) | Élimination (Prime 1) | Élimination (Prime 1) |
|                              |            |                       |                       |                       |                       |                       |                       |                       |                       | | |
| En ballotage                 | Oméga Twem | Cécile Sarah          | Bérénice Maryvette    | Vincent 2nde Nature   | Sarah Oméga           | 2nde Nature Raphaël   | Sarah Raphaël         | Matthew Florian       | Maryvette Sarah       | Seuls les téléspectateurs ont le pouvoir de voter pour la demi-finale et la finale.Il n'y a donc pas de candidats en ballotage et de soutien de la part du Jury. | Seuls les téléspectateurs ont le pouvoir de voter pour la demi-finale et la finale.Il n'y a donc pas de candidats en ballotage et de soutien de la part du Jury. |
| Soutien d'Henry Padovani     | Oméga      | Cécile                | Maryvette             | 2nde Nature           | Oméga                 | 2nde Nature           | Sarah                 | Matthew               | Maryvette             | Seuls les téléspectateurs ont le pouvoir de voter pour la demi-finale et la finale.Il n'y a donc pas de candidats en ballotage et de soutien de la part du Jury. | Seuls les téléspectateurs ont le pouvoir de voter pour la demi-finale et la finale.Il n'y a donc pas de candidats en ballotage et de soutien de la part du Jury. |
| Soutien de Véronic DiCaire   | Twem       | Sarah                 | Maryvette             | 2nde Nature           | Sarah                 | Raphaël               | Raphaël               | -                     | Maryvette             | Seuls les téléspectateurs ont le pouvoir de voter pour la demi-finale et la finale.Il n'y a donc pas de candidats en ballotage et de soutien de la part du Jury. | Seuls les téléspectateurs ont le pouvoir de voter pour la demi-finale et la finale.Il n'y a donc pas de candidats en ballotage et de soutien de la part du Jury. |
| Soutien de Christophe Willem | Twem       | Cécile                | Maryvette             | Vincent               | Sarah                 | Raphaël               | Sarah                 | Matthew               | Maryvette             | Seuls les téléspectateurs ont le pouvoir de voter pour la demi-finale et la finale.Il n'y a donc pas de candidats en ballotage et de soutien de la part du Jury. | Seuls les téléspectateurs ont le pouvoir de voter pour la demi-finale et la finale.Il n'y a donc pas de candidats en ballotage et de soutien de la part du Jury. |
| Soutien d'Olivier Schultheis | Oméga      | Sarah                 | Bérénice              | Vincent               | Sarah                 | Raphaël               | Sarah                 | Matthew               | Sarah                 | Seuls les téléspectateurs ont le pouvoir de voter pour la demi-finale et la finale.Il n'y a donc pas de candidats en ballotage et de soutien de la part du Jury. | Seuls les téléspectateurs ont le pouvoir de voter pour la demi-finale et la finale.Il n'y a donc pas de candidats en ballotage et de soutien de la part du Jury. |
| Soutien des téléspectateurs  | Oméga      | Sarah                 | -                     | 2nde Nature           | -                     | -                     | -                     | -                     | -                     | Seuls les téléspectateurs ont le pouvoir de voter pour la demi-finale et la finale.Il n'y a donc pas de candidats en ballotage et de soutien de la part du Jury. | Seuls les téléspectateurs ont le pouvoir de voter pour la demi-finale et la finale.Il n'y a donc pas de candidats en ballotage et de soutien de la part du Jury. |
| Éliminations                 | Twem       | Cécile                | Bérénice              | Vincent               | Oméga                 | 2nde Nature           | Raphaël               | Florian               | Sarah                 | Maryvette | Matthew (51 %) |
| Éliminations                 | Twem       | Cécile                | Bérénice              | Vincent               | Oméga                 | 2nde Nature           | Raphaël               | Florian               | Sarah                 | Maryvette | Marina (49 %) |

## Primes
| Légende | Candidats qualifiés | Candidats en ballotage | Candidats sauvés | Candidats éliminés | Vainqueur | Finaliste | Demi-finaliste |

### Prime du 19/04/2011
| Ordre | Candidats              | Chansons interprétées                                    | Résultat |
| ----- | ---------------------- | -------------------------------------------------------- | -------- |
| 1     | Matthew Raymond-Barker | Supreme - Robbie Williams                                |          |
| 2     | Vincent Léoty          | Love’s Divine - Seal                                     |          |
| 3     | Florian Giustiniani    | L'horloge tourne - Mickael Miro                          |          |
| 4     | 2nde Nature            | Firework - Katy Perry                                    |          |
| 5     | Bérénice Schleret      | Mon Vieux - Daniel Guichard                              |          |
| 6     | Sarah Manesse          | Rolling in the Deep - Adele                              |          |
| 7     | Maryvette Lair         | Si j'avais un marteau - Claude François                  |          |
| 8     | Cécile Couderc         | Don't Leave Me This Way - Thelma Houston                 |          |
| 9     | Oméga                  | Alors On Danse - Stromae / 7 Nation Army - White Stripes |          |
| 10    | Twem                   | The Rhythm of the Night - Corona                         |          |
| 11    | Raphaël Herrerias      | Initials B.B. - Serge Gainsbourg                         |          |
| 12    | Marina D'Amico         | I'll Be There - The Jackson Five                         |          |

| Ordre | Candidats en ballotage | Chansons interprétées                   | Décision des membres du jury et des téléspectateurs | Décision des membres du jury et des téléspectateurs | Décision des membres du jury et des téléspectateurs | Décision des membres du jury et des téléspectateurs | Décision des membres du jury et des téléspectateurs | Résultat |
| Ordre | Candidats en ballotage | Chansons interprétées                   | Padovani                                            | DiCaire                                             | Willem                                              | Schultheis                                          | Téléspectateurs                                     | Résultat |
| ----- | ---------------------- | --------------------------------------- | --------------------------------------------------- | --------------------------------------------------- | --------------------------------------------------- | --------------------------------------------------- | --------------------------------------------------- | -------- |
| 1     | Oméga                  | Jeune et con - Damien Saez              |                                                     |                                                     |                                                     |                                                     |                                                     | Sauvés   |
| 2     | Twem                   | Quand on n'a que l'amour - Jacques Brel |                                                     |                                                     |                                                     |                                                     |                                                     | Éliminés |

- Invités d'honneurs :
  - Nolwenn Leroy - Tri martolod
  - Ben l'Oncle Soul - Petite sœur
- Chanson collective :
  - L'assasymphonie - Mozart, l'opéra rock (Chantée par tous les candidats)

### Prime du 26/04/2011
| Ordre | Candidats              | Chansons interprétées                                                 | Résultat |
| ----- | ---------------------- | --------------------------------------------------------------------- | -------- |
| 1     | Cécile Couderc         | Born This Way - Lady Gaga / Express Yourself - Madonna                |          |
| 2     | Sarah Manesse          | À ma place - Zazie et Axel Bauer                                      |          |
| 3     | Vincent Léoty          | Rêver - Mylène Farmer                                                 |          |
| 4     | 2nde Nature            | Fan - Pascal Obispo                                                   |          |
| 5     | Matthew Raymond-Barker | Price Tag - Jessie J                                                  |          |
| 6     | Maryvette Lair         | Bang Bang - Nancy Sinatra                                             |          |
| 7     | Bérénice Schleret      | I Still Haven't Found What I'm Looking For - U2                       |          |
| 8     | Oméga                  | L'Opportuniste - Jacques Dutronc                                      |          |
| 9     | Florian Giustiniani    | Io So Che Tu - Davide Esposito / Écris l'histoire - Grégory Lemarchal |          |
| 10    | Raphaël Herrerias      | S&M - Rihanna                                                         |          |
| 11    | Marina D'Amico         | It's a Man's Man's Man's World - James Brown                          |          |

| Ordre | Candidats en ballotage | Chansons interprétées          | Décision des membres du jury et des téléspectateurs | Décision des membres du jury et des téléspectateurs | Décision des membres du jury et des téléspectateurs | Décision des membres du jury et des téléspectateurs | Décision des membres du jury et des téléspectateurs | Résultat |
| Ordre | Candidats en ballotage | Chansons interprétées          | Padovani                                            | DiCaire                                             | Willem                                              | Schultheis                                          | Téléspectateurs                                     | Résultat |
| ----- | ---------------------- | ------------------------------ | --------------------------------------------------- | --------------------------------------------------- | --------------------------------------------------- | --------------------------------------------------- | --------------------------------------------------- | -------- |
| 1     | Cécile Couderc         | Le monde est stone - Starmania |                                                     |                                                     |                                                     |                                                     |                                                     | Éliminée |
| 2     | Sarah Manesse          | Amoureuse - Véronique Sanson   |                                                     |                                                     |                                                     |                                                     |                                                     | Sauvée   |

- Invité d'honneur :
  - Johnny Hallyday - La douceur de vivre et Guitar hero
- Chanson collective :
  - Double Je - Christophe Willem (Chantée par tous les candidats)

### Prime du 03/05/2011
| Prime spécial : "Tubes d'un jour, tubes de toujours" | Prime spécial : "Tubes d'un jour, tubes de toujours" | Prime spécial : "Tubes d'un jour, tubes de toujours" | Prime spécial : "Tubes d'un jour, tubes de toujours" |
| Ordre                                                | Candidats                                            | Chansons interprétées                                | Résultat                                             |
| ---------------------------------------------------- | ---------------------------------------------------- | ---------------------------------------------------- | ---------------------------------------------------- |
| 1                                                    | 2nde Nature                                          | Earth Song - Michael Jackson                         |                                                      |
| 2                                                    | Bérénice Schleret                                    | Osez Joséphine - Alain Bashung                       |                                                      |
| 3                                                    | Maryvette Lair                                       | Call Me - Blondie                                    |                                                      |
| 4                                                    | Oméga                                                | Allumer le feu - Johnny Hallyday                     |                                                      |
| 5                                                    | Sarah Manesse                                        | Your Song - Elton John                               |                                                      |
| 6                                                    | Matthew Raymond-Barker                               | Soulman - Ben l'Oncle Soul                           |                                                      |
| 7                                                    | Raphaël Herrerias                                    | Sex on Fire - Kings of Leon                          |                                                      |
| 8                                                    | Marina D'Amico                                       | Dis-lui toi que je t'aime - Vanessa Paradis          |                                                      |
| 9                                                    | Florian Giustiniani                                  | Baby - Justin Bieber                                 |                                                      |
| 10                                                   | Vincent Léoty                                        | Beautiful - Christina Aguilera                       |                                                      |

| Ordre | Candidats en ballotage | Chansons interprétées           | Décision des membres du jury et des téléspectateurs | Décision des membres du jury et des téléspectateurs | Décision des membres du jury et des téléspectateurs | Décision des membres du jury et des téléspectateurs | Décision des membres du jury et des téléspectateurs | Résultat |
| Ordre | Candidats en ballotage | Chansons interprétées           | Padovani                                            | DiCaire                                             | Willem                                              | Schultheis                                          | Téléspectateurs                                     | Résultat |
| ----- | ---------------------- | ------------------------------- | --------------------------------------------------- | --------------------------------------------------- | --------------------------------------------------- | --------------------------------------------------- | --------------------------------------------------- | -------- |
| 1     | Bérénice Schleret      | Je te promets - Johnny Hallyday |                                                     |                                                     |                                                     |                                                     | -                                                   | Éliminée |
| 2     | Maryvette Lair         | La Javanaise - Serge Gainsbourg |                                                     |                                                     |                                                     |                                                     | -                                                   | Sauvée   |

- Invité d'honneur :
  - Yannick Noah - Hello (En duo avec Aṣa)
- Chanson collective :
  - Je reviendrai à Montréal - Robert Charlebois (Chantée par tous les candidats)

### Prime du 10/05/2011
| Ordre | Candidats              | Chansons interprétées                                    | Résultat |
| ----- | ---------------------- | -------------------------------------------------------- | -------- |
| 1     | Florian Giustiniani    | Haven't Met You Yet - Michael Bublé                      |          |
| 2     | Vincent Léoty          | Hymne à l'amour - Édith Piaf                             |          |
| 3     | Matthew Raymond-Barker | Man in the Mirror - Michael Jackson                      |          |
| 4     | Oméga                  | Donne moi le temps - Jenifer                             |          |
| 5     | Sarah Manesse          | Vogue - Madonna                                          |          |
| 6     | Maryvette Lair         | Que je t'aime - Johnny Hallyday                          |          |
| 7     | 2nde Nature            | L'amour avec toi - Michel Polnareff                      |          |
| 8     | Raphaël Herrerias      | D'aventure en aventure - Serge Lama                      |          |
| 9     | Marina D'Amico         | Crazy in Love - Beyoncé Knowles / Crazy - Gnarls Barkley |          |

| Ordre | Candidats en ballotage | Chansons interprétées                 | Décision des membres du jury et des téléspectateurs | Décision des membres du jury et des téléspectateurs | Décision des membres du jury et des téléspectateurs | Décision des membres du jury et des téléspectateurs | Décision des membres du jury et des téléspectateurs | Résultat |
| Ordre | Candidats en ballotage | Chansons interprétées                 | Padovani                                            | DiCaire                                             | Willem                                              | Schultheis                                          | Téléspectateurs                                     | Résultat |
| ----- | ---------------------- | ------------------------------------- | --------------------------------------------------- | --------------------------------------------------- | --------------------------------------------------- | --------------------------------------------------- | --------------------------------------------------- | -------- |
| 1     | Vincent Léoty          | Fais-moi une place - Julien Clerc     |                                                     |                                                     |                                                     |                                                     |                                                     | Éliminé  |
| 2     | 2nde Nature            | Parce qu'on vient de loin - Corneille |                                                     |                                                     |                                                     |                                                     |                                                     | Sauvés   |

- Invités d'honneurs :
  - Jean-Louis Aubert - Puisses-Tu
  - Adam et Ève : La Seconde Chance - Rien ne se finit
- Chanson collective :
  - De Do Do Do, De Da Da Da  - The Police (Chantée par tous les candidats)

### Prime du 17/05/2011
| Prime spécial : "Groupes & duos" | Prime spécial : "Groupes & duos" | Prime spécial : "Groupes & duos"         | Prime spécial : "Groupes & duos" |
| Ordre                            | Candidats                        | Chansons interprétées                    | Résultat                         |
| -------------------------------- | -------------------------------- | ---------------------------------------- | -------------------------------- |
| 1                                | Sarah Manesse                    | Heavy Cross - Gossip                     |                                  |
| 2                                | Florian Giustiniani              | Dis-moi - BB Brunes                      |                                  |
| 3                                | Oméga                            | Contact - Kyo                            |                                  |
| 4                                | Raphaël Herrerias                | Trouble - Coldplay                       |                                  |
| 5                                | 2nde Nature                      | Cendrillon - Téléphone                   |                                  |
| 6                                | Matthew Raymond-Barker           | One - U2                                 |                                  |
| 7                                | Marina D'Amico                   | Je dis aime - -M-                        |                                  |
| 8                                | Maryvette Lair                   | Paroles, Paroles - Dalida et Alain Delon |                                  |

| Ordre | Candidats en ballotage | Chansons interprétées    | Décision des membres du jury et des téléspectateurs | Décision des membres du jury et des téléspectateurs | Décision des membres du jury et des téléspectateurs | Décision des membres du jury et des téléspectateurs | Décision des membres du jury et des téléspectateurs | Résultat |
| Ordre | Candidats en ballotage | Chansons interprétées    | Padovani                                            | DiCaire                                             | Willem                                              | Schultheis                                          | Téléspectateurs                                     | Résultat |
| ----- | ---------------------- | ------------------------ | --------------------------------------------------- | --------------------------------------------------- | --------------------------------------------------- | --------------------------------------------------- | --------------------------------------------------- | -------- |
| 1     | Sarah Manesse          | Someone Like You - Adele |                                                     |                                                     |                                                     |                                                     | -                                                   | Sauvée   |
| 2     | Oméga                  | Le Sud - Nino Ferrer     |                                                     |                                                     |                                                     |                                                     | -                                                   | Éliminés |

- Invités d'honneurs :
  - The Black Eyed Peas - The Time (Dirty Bit) et Don't Stop the Party
  - Véronic DiCaire (Medley) Like A Prayer/Celebration - Madonna, Only Girl (In the World) - Rihanna, Just Dance/Bad Romance - Lady Gaga
- Chanson collective :
  - Celebration/Fresh - Kool and the Gang (Chantée par tous les candidats)

### Prime du 24/05/2011
| Ordre | Candidats              | Chansons interprétées                               | Résultat |
| ----- | ---------------------- | --------------------------------------------------- | -------- |
| 1     | Marina D'Amico         | J'envoie valser - Zazie                             |          |
| 1     | Marina D'Amico         | Only Girl (In the World) - Rihanna                  |          |
| 2     | Florian Giustiniani    | SOS d'un terrien en détresse - Daniel Balavoine     |          |
| 2     | Florian Giustiniani    | Wherever You Will Go - The Calling                  |          |
| 3     | Sarah Manesse          | Je voulais te dire que je t'attends - Michel Jonasz |          |
| 3     | Sarah Manesse          | Feelin' Good - Nina Simone                          |          |
| 4     | 2nde Nature            | Just the Way You Are - Bruno Mars                   |          |
| 4     | 2nde Nature            | C'est dit - Calogero                                |          |
| 5     | Matthew Raymond-Barker | Time After Time - Cyndi Lauper                      |          |
| 5     | Matthew Raymond-Barker | Ma philosophie - Amel Bent                          |          |
| 6     | Maryvette Lair         | Un autre monde - Téléphone                          |          |
| 6     | Maryvette Lair         | We Are the Champions - Queen                        |          |
| 7     | Raphaël Herrerias      | Marcia Baïla - Les Rita Mitsouko                    |          |
| 7     | Raphaël Herrerias      | Thriller - Michael Jackson                          |          |

| Ordre | Candidats en ballotage | Chansons interprétées     | Décision des membres du jury et des téléspectateurs | Décision des membres du jury et des téléspectateurs | Décision des membres du jury et des téléspectateurs | Décision des membres du jury et des téléspectateurs | Décision des membres du jury et des téléspectateurs | Résultat |
| Ordre | Candidats en ballotage | Chansons interprétées     | Padovani                                            | DiCaire                                             | Willem                                              | Schultheis                                          | Téléspectateurs                                     | Résultat |
| ----- | ---------------------- | ------------------------- | --------------------------------------------------- | --------------------------------------------------- | --------------------------------------------------- | --------------------------------------------------- | --------------------------------------------------- | -------- |
| 1     | 2nde Nature            | Hello - Lionel Richie     |                                                     |                                                     |                                                     |                                                     | -                                                   | Éliminés |
| 2     | Raphaël Herrerias      | Bruxelles - Dick Annegarn |                                                     |                                                     |                                                     |                                                     | -                                                   | Sauvé    |

- Invités d'honneurs :
  - Julien Doré - Kiss me forever
  - Jenifer - L'envers du paradis
- Chanson collective :
  - Aucune

### Prime du 31/05/2011
| Ordre | Candidats              | Chansons interprétées                            | Résultat |
| ----- | ---------------------- | ------------------------------------------------ | -------- |
| 1     | Matthew Raymond-Barker | Single Ladies (Put a Ring on It) - Beyoncé       |          |
| 1     | Matthew Raymond-Barker | Ça fait mal - Christophe Maé                     |          |
| 2     | Sarah Manesse          | Andy - Les Rita Mitsouko                         |          |
| 2     | Sarah Manesse          | Don't Give Up - Peter Gabriel et Kate Bush       |          |
| 3     | Florian Giustiniani    | Me And Mrs Jones - Billy Paul                    |          |
| 3     | Florian Giustiniani    | Les Limites - Julien Doré                        |          |
| 4     | Raphaël Herrerias      | American Boy - Estelle et Kanye West             |          |
| 4     | Raphaël Herrerias      | Ton héritage - Benjamin Biolay                   |          |
| 5     | Marina D'Amico         | Dis-moi lune d'argent (Hijo de la Luna) - Mecano |          |
| 5     | Marina D'Amico         | Purple Rain - Prince & the Revolution            |          |
| 6     | Maryvette Lair         | Can't Take My Eyes Off of you - Frankie Valli    |          |
| 6     | Maryvette Lair         | Et maintenant - Gilbert Bécaud                   |          |

| Ordre | Candidats en ballotage | Chansons interprétées           | Décision des membres du jury et des téléspectateurs | Décision des membres du jury et des téléspectateurs | Décision des membres du jury et des téléspectateurs | Décision des membres du jury et des téléspectateurs | Décision des membres du jury et des téléspectateurs | Résultat |
| Ordre | Candidats en ballotage | Chansons interprétées           | Padovani                                            | DiCaire                                             | Willem                                              | Schultheis                                          | Téléspectateurs                                     | Résultat |
| ----- | ---------------------- | ------------------------------- | --------------------------------------------------- | --------------------------------------------------- | --------------------------------------------------- | --------------------------------------------------- | --------------------------------------------------- | -------- |
| 1     | Sarah Manesse          | Hometown Glory - Adele          |                                                     |                                                     |                                                     |                                                     | -                                                   | Sauvée   |
| 2     | Raphaël Herrerias      | Mon frère - Maxime Le Forestier |                                                     |                                                     |                                                     |                                                     | -                                                   | Éliminé  |

- Invités d'honneurs :
  - James Blunt - So Far Gone
  - Jessie J - Price Tag
- Chanson collective :
  - Goodbye My Lover - James Blunt (Chantée par tous les candidats et James Blunt)

### Prime du 07/06/2011
| Ordre | Candidats              | Chansons interprétées                                                  | Résultat |
| ----- | ---------------------- | ---------------------------------------------------------------------- | -------- |
| 1     | Sarah Manesse          | Sweet Dreams (Are Made of This) - Eurythmics / Shout - Tears for Fears |          |
| 1     | Sarah Manesse          | Ma plus belle histoire d’amour, c’est vous - Barbara                   |          |
| 2     | Florian Giustiniani    | J’te l’dis quand même - Patrick Bruel                                  |          |
| 2     | Florian Giustiniani    | Fever - Peggy Lee                                                      |          |
| 3     | Maryvette Lair         | Can’t Get You Out Of My Head - Kylie Minogue                           |          |
| 3     | Maryvette Lair         | Déshabillez-moi - Juliette Gréco                                       |          |
| 4     | Matthew Raymond-Barker | Nothing Compares 2 U - Sinéad O’Connor                                 |          |
| 4     | Matthew Raymond-Barker | Dieu m’a donné la foi - Ophélie Winter                                 |          |
| 5     | Marina D'Amico         | F**kin’ Perfect - P!nk                                                 |          |
| 5     | Marina D'Amico         | Si j’étais un homme - Diane Tell                                       |          |

| Ordre | Candidats en ballotage | Chansons interprétées        | Décision des membres du jury et des téléspectateurs | Décision des membres du jury et des téléspectateurs | Décision des membres du jury et des téléspectateurs | Décision des membres du jury et des téléspectateurs | Décision des membres du jury et des téléspectateurs | Résultat |
| Ordre | Candidats en ballotage | Chansons interprétées        | Padovani                                            | DiCaire                                             | Willem                                              | Schultheis                                          | Téléspectateurs                                     | Résultat |
| ----- | ---------------------- | ---------------------------- | --------------------------------------------------- | --------------------------------------------------- | --------------------------------------------------- | --------------------------------------------------- | --------------------------------------------------- | -------- |
| 1     | Florian Giustiniani    | Toi et Moi - Guillaume Grand |                                                     | -                                                   |                                                     |                                                     | -                                                   | Éliminé  |
| 2     | Matthew Raymond-Barker | Use Somebody - Kings of Leon |                                                     | -                                                   |                                                     |                                                     | -                                                   | Sauvé    |

- Invités d'honneurs :
  - Enrique Iglesias - Dirty Dancer et Tonight (I'm Lovin' You)
  - Christophe Maé - La rumeur
  - Mamma Mia ! (Medley) Un homme après minuit/Gimme! Gimme! Gimme! (A Man After Midnight) et Voulez-Vous
- Chanson collective :
  - Ensemble - Sinclair (Chantée par tous les candidats)

### Prime du 14/06/2011
| Quart de finale | Quart de finale        | Quart de finale                                             | Quart de finale |
| Ordre           | Candidats              | Chansons interprétées                                       | Résultat        |
| --------------- | ---------------------- | ----------------------------------------------------------- | --------------- |
| 1               | Maryvette Lair         | Sex Bomb - Tom Jones                                        |                 |
| 1               | Maryvette Lair         | Tout le monde il est beau - Zazie                           |                 |
| 2               | Matthew Raymond-Barker | A la faveur de l'automne - Tété                             |                 |
| 2               | Matthew Raymond-Barker | Dynamite - Taio Cruz                                        |                 |
| 3               | Sarah Manesse          | Creep - Radiohead                                           |                 |
| 3               | Sarah Manesse          | Les Adieux d’un Sex Symbol - Diane Dufresne                 |                 |
| 4               | Marina D'Amico         | Fuck You! - Cee Lo Green / If I Ain't Got You - Alicia Keys |                 |
| 4               | Marina D'Amico         | Alter Ego - Jean-Louis Aubert                               |                 |

| Ordre | Candidats en ballotage | Chansons interprétées                     | Décision des membres du jury et des téléspectateurs | Décision des membres du jury et des téléspectateurs | Décision des membres du jury et des téléspectateurs | Décision des membres du jury et des téléspectateurs | Décision des membres du jury et des téléspectateurs | Résultat |
| Ordre | Candidats en ballotage | Chansons interprétées                     | Padovani                                            | DiCaire                                             | Willem                                              | Schultheis                                          | Téléspectateurs                                     | Résultat |
| ----- | ---------------------- | ----------------------------------------- | --------------------------------------------------- | --------------------------------------------------- | --------------------------------------------------- | --------------------------------------------------- | --------------------------------------------------- | -------- |
| 1     | Maryvette Lair         | La Complainte de la butte - Cora Vaucaire |                                                     |                                                     |                                                     |                                                     | -                                                   | Sauvée   |
| 2     | Sarah Manesse          | Message personnel - Françoise Hardy       |                                                     |                                                     |                                                     |                                                     | -                                                   | Éliminée |

- Invités d'honneurs :
  - Lady Gaga - The Edge of Glory et Judas
  - Jennifer Lopez - On the Floor
  - Cameron Diaz (Promotion du film : Bad Teacher et jurée lors des premières chansons des candidats)
- Chansons collectives :
  - Jacques a dit - Christophe Willem (Chantée par Marina D'Amico et Maryvette Lair)
  - As - Stevie Wonder  (Chantée par Sarah Manesse et Matthew Raymond-Barker)

### Prime du 21/06/2011
| Demi-finale | Demi-finale            | Demi-finale                           | Demi-finale    |
| Ordre       | Candidats              | Chansons interprétées                 | Résultat       |
| ----------- | ---------------------- | ------------------------------------- | -------------- |
| 1           | Matthew Raymond-Barker | Like a Prayer - Madonna               |                |
| 1           | Matthew Raymond-Barker | Viva la Vida - Coldplay               |                |
| 1           | Matthew Raymond-Barker | Ne retiens pas tes larmes - Amel Bent |                |
| 2           | Maryvette Lair         | L'Accordéoniste - Édith Piaf          | Demi-finaliste |
| 2           | Maryvette Lair         | Libertine - Mylène Farmer             | Demi-finaliste |
| 2           | Maryvette Lair         | I Want You Back - The Jackson Five    | Demi-finaliste |
| 3           | Marina D'Amico         | Wonderwall - Oasis                    |                |
| 3           | Marina D'Amico         | Amsterdam - Jacques Brel              |                |
| 3           | Marina D'Amico         | It's Oh So Quiet - Björk              |                |

- Invités d'honneurs :
  - Nicole Scherzinger - Don't Hold Your Breath
  - Sinclair - Ca tourne dans ma tête
  - Mélissa Nkonda - Nouveaux Horizons
- Chanson collective :
  - Lady Marmalade - Patti LaBelle (chantée par tous les candidats)

### Prime du 28/06/2011
| Finale | Finale                 | Finale                                                                           | Finale    |
| Ordre  | Candidats              | Chansons interprétées                                                            | Résultat  |
| ------ | ---------------------- | -------------------------------------------------------------------------------- | --------- |
| 1      | Matthew Raymond-Barker | Love the Way You Lie - Eminem / Don't Stop the Music - Rihanna / Tik Tok - Kesha | Vainqueur |
| 1      | Matthew Raymond-Barker | Vivre ou survivre - Daniel Balavoine                                             | Vainqueur |
| 1      | Matthew Raymond-Barker | Man in the Mirror - Michael Jackson                                              | Vainqueur |
| 2      | Marina D'Amico         | Crazy in Love - Beyoncé Knowles / Crazy - Gnarls Barkley                         | Finaliste |
| 2      | Marina D'Amico         | Tombé du ciel - Jacques Higelin                                                  | Finaliste |
| 2      | Marina D'Amico         | Calling You - Jevetta Steele                                                     | Finaliste |

- Invités d'honneurs :
  - Bruno Mars - Just the Way You Are et The Lazy Song
  - Beyoncé Knowles - Best Thing I Never Had et Run the World (Girls)
  - Christophe Willem - Double je
- Chansons collectives :
  - I Gotta Feeling - The Black Eyed Peas (Chantée par les finalistes et les anciens candidats)
  - Lettre à France - Michel Polnareff (Chantée par les finalistes)
  - Empire State of Mind - Jay-Z et Alicia Keys (Chantée par les finalistes)
  - The Lazy Song - Bruno Mars (Chantée avec les finalistes)

## Audimat

### En France
| Épisode | Jour et horaire de diffusion                                   | Téléspectateurs | Parts de marché (sur les 4 ans et plus) | Classement des audiences de la soirée | Référence |
| ------- | -------------------------------------------------------------- | --------------- | --------------------------------------- | ------------------------------------- | --------- |
| 1       | Mardi 15 mars 2011 (Castings Paris et Lyon) 20:45-22:50        | 3 347 000       | 13,3 %                                  | 3e                                    | [ 13 ]    |
| 2       | Mardi 22 mars 2011 (Castings Montpellier et Paris) 20:45-23:05 | 2 853 000       | 11,7 %                                  | 3e                                    | [ 14 ]    |
| 3       | Mardi 29 mars 2011 (Castings Lille et Paris) 20:45-23:05       | 3 343 000       | 13,2 %                                  | 3e                                    | [ 15 ]    |
| 4       | Mardi 5 avril 2011 (Epreuve des 3 jours) 20:45-23:55           | 2 929 000       | 13,9 %                                  | 3e                                    | [ 16 ]    |
| 5       | Mardi 12 avril 2011 (Maison des juges) 20:45-23:45             | 3 231 000       | 15,6 %                                  | 4e                                    | [ 17 ]    |
| 6       | Mardi 19 avril 2011 (Prime 1) 20:45-23:40                      | 2 564 000       | 12,4 %                                  | 3e                                    | [ 18 ]    |
| 7       | Mardi 26 avril 2011 (Prime 2) 20:45-23:40                      | 2 112 000       | 9,9 %                                   | 4e                                    | [ 19 ]    |
| 8       | Mardi 3 mai 2011 (Prime 3) 20:45-23:40                         | 2 727 000       | 11,8 %                                  | 4e                                    | [ 20 ]    |
| 9       | Mardi 10 mai 2011 (Prime 4) 20:45-23:40                        | 2 192 000       | 10,1 %                                  | 3e                                    | [ 21 ]    |
| 10      | Mardi 17 mai 2011 (Prime 5) 20:45-23:40                        | 2 324 000       | 10,1 %                                  | 4e                                    | [ 22 ]    |
| 11      | Mardi 24 mai 2011 (Prime 6) 20:45-23:40                        | 2 174 000       | 10,2 %                                  | 4e                                    | [ 23 ]    |
| 12      | Mardi 31 mai 2011 (Prime 7) 20:45-23:40                        | 2 284 000       | 10,4 %                                  | 4e                                    | [ 24 ]    |
| 13      | Mardi 7 juin 2011 (Prime 8) 20:45-23:40                        | 2 231 000       | 10 %                                    | 3e                                    | [ 25 ]    |
| 14      | Mardi 14 juin 2011 (Prime 9) 20:45-23:35                       | 2 617 000       | 11,4 %                                  | 2e                                    | [ 26 ]    |
| 15      | Mardi 21 juin 2011 (Demi-Finale) 20:45-23:15                   | 1 945 000       | 8,9 %                                   | 3e                                    | [ 27 ]    |
| 16      | Mardi 28 juin 2011 (Finale) 20:45-23:15                        | 2 389 000       | 10,8 %                                  | 3e                                    | [ 28 ]    |

Légende :
En fond vert = Les plus hauts chiffres d'audiences
En fond rouge = Les plus bas chiffres d'audiences

### En Belgique
| Épisode | Jour et horaire de diffusion     | Téléspectateurs | Parts de marché (sur les 4 ans et plus) | Référence |
| ------- | -------------------------------- | --------------- | --------------------------------------- | --------- |
| 15      | Mardi 21 juin 2011 (Demi-Finale) | 298 300         | 21,3 %                                  | [ 29 ]    |
| 16      | Mardi 28 juin 2011 (Finale)      | 386 700         | 30,5 %                                  | [ 30 ]    |